# Jenis av Rana
Jenis av Rana (ur. 7 stycznia 1953 w Trongisvági) – farerski polityk, od 2019 roku minister spraw zagranicznych i edukacji.
Jest przewodniczącym Farerskiej Partii Centralnej.

## Życiorys
Jest synem Aslaug i Dánjala av Rana, byłego burmistrza gminy Tvøroyri. W 1983 roku ukończył medycynę na uniwersytecie w Århus. Od 1995 roku pracował jako lekarz w Havn.

### Kariera polityczna
W 1993 roku został członkiem rady miejskiej Havn, w której zasiadał do 1996 roku. W wyborach parlamentarnych w 1994 roku został wybrany deputowanym do Løgtingu, w którym zasiadł w Komisji Gospodarki oraz Komisji ds. Zatrudnienia. Został także delegatem do Rady Zachodnionordyckiej. W 1998 roku został członkiem Komisji Spraw Zagranicznych. Od 2002 do 2004 zasiadał w Komisji Opieki Społecznej. Od 2008 do 2011 roku był delegatem Wysp Owczych do Rady Nordyckiej, w której dołączył do Komisji Ochrony Środowiska, a następnie do Komisji Opieki Społecznej.
16 września 2019 roku został powołany w skład rządu Bárðura Nielsena na stanowisko ministra spraw zagranicznych i edukacji.

## Życie prywatne
Jest żonaty z Anną av Rana.